# Фонтебланда (Гросето)
Фонтебланда (итал. Fonteblanda) је насеље у Италији у округу Гросето, региону Тоскана.
Према процени из 2011. у насељу је живело 1088 становника. Насеље се налази на надморској висини од 33 м.